# MARK II

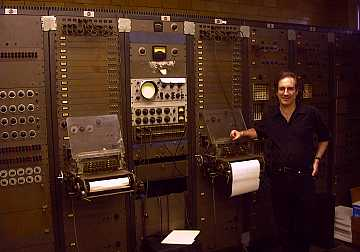
Panel frontal del RCA Mark II

El sintetizador de sonido RCA Mark II fue el primer sintetizador electrónico programable y la pieza insignia del equipo en el Centro de Música Electrónica Columbia-Princeton. Diseñado por Herbert Belar y Harry Olson en RCA, se instaló en la Universidad de Columbia en 1957. Consiste en una serie de componentes de síntesis de sonido interconectados del tamaño de una sala. Gran parte del diseño de la máquina fue aportada por Vladimir Ussachevsky y Peter Mauzey. El Mark II le dio al usuario una mayor flexibilidad y tenía el doble de osciladores de tono que su predecesor, el Mark I. El sintetizador fue financiado con una gran subvención de la Fundación Rockefeller.
Los instrumentos electrónicos de principios del siglo XX, como el Telharmonium o el theremín, se operaban manualmente. El RCA combinó la diversa generación de sonidoelectrónico con un secuenciador de música, lo que proporcionó una gran atracción para los compositores de la época, muchos de los cuales se estaban cansando de crear obras electrónicas al unir sonidos individuales grabados en secciones de cinta magnética. El RCA Mark II contó con un secuenciador binario totalmente automático que utiliza un lector de cinta de papel análogo al de un pianista, que enviaría instrucciones al sintetizador, automatizando la reproducción de la máquina. Luego, el sintetizador emitiría el sonido a un torno de registro de laca sincronizado al lado de la máquina. La grabación resultante se compararía con la puntuación de la cinta perforada, y el proceso se repetiría hasta obtener los resultados deseados.
Las características del secuenciador de la RCA fueron de particular atracción para los compositores modernistas de la época, especialmente aquellos interesados en escribir músicadodecafónica con un alto grado de precisión. De hecho, los compositores de la época citan a la  RCA como un factor que contribuye al aumento de la complejidad musical, en la medida en que les permitía a los compositores la libertad de escribir música usando ritmos y tempos que no eran prácticos, si no imposibles, de realizar en instrumentos acústicos. Este atractivo de la precisión como marca de progreso estético (que se presenta incluso hoy en día con secuenciadores contemporáneos basados en computadora) generó altas expectativas para la Mark II y contribuyó a una mayor conciencia de la música electrónica como una nueva forma de arte viable. Un álbum con el instrumento y sus capacidades fue publicado por RCA (LM-1922) en 1955.
El sintetizador tenía una polifonía variable de cuatro notas (además de doce osciladores de tono fijo y una fuente de ruido blanco). Fue muy difícil de configurar, requiriendo un parcheo extenso de circuitos analógicos antes de ejecutar una partitura. Se hizo un pequeño esfuerzo por enseñar la composición en el sintetizador y, con pocas excepciones, las únicas personas competentes en el uso de la máquina fueron los diseñadores de RCA y el personal de ingeniería de Columbia que lo mantuvieron. El compositor de la Universidad de Princeton, Milton Babbitt, aunque no es de ninguna manera la única persona que usa la máquina, es el compositor más a menudo asociado con ella, y fue su principal defensor. 
Una serie de piezas importantes en el repertorio de música electrónica fueron compuestas y realizadas en el RCA. La visión y la oración de Babbitt y Philomel presentan la RCA, al igual que el premio Pulitzer de Charles Wuorinen en 1970, pieza ganadora de la música Time's Encomium. Con el tiempo, cayó en mal estado, y sigue siendo solo parcialmente funcional. El último compositor en obtener sonido del sintetizador fue R. Luke DuBois, quien lo usó para una pieza de treinta segundos en el Jungle Album del Freight Elevator Quartet en 1997.
Aunque formaba parte de la historia de la música electrónica, la RCA casi nunca se usaba. Fabricado de acuerdo con las especificaciones de construcción de la Fuerza Aérea de los Estados Unidos (e incluso con un osciloscopio USAF), su electrónica operativa se construyó completamente con tubos de vacío, lo que hizo que la máquina quedara obsoleta por su décimo cumpleaños, y fue superada por un sistema de estado sólido más confiable (y asequible). Era prohibitivamente cara de replicar, y una RCA Mark III, concebida por Belar y Olsen, nunca se construyó. RCA tampoco fue el negocio de los sintetizadores, lo que llevó a Columbia a comprar suficientes piezas de repuesto para construir dos sintetizadores duplicados.
- Datos: Q5988194
- Multimedia: RCA Mark II Sound Synthesizer / Q5988194